# Zabajkalec (miejscowość)
Zabajkalec (ros. Забайкалец) – wieś w Rosji, w obwodzie sachalińskim, w rejonie poronajskim. W 2010 liczyła 210 mieszkańców.